# Rodin (cràter)
Rodin és un cràter d'impacte en el planeta Mercuri de 230 km de diàmetre. Porta el nom de l'escultor francès Auguste Rodin (1840-1917), i el seu nom va ser aprovat per la Unió Astronòmica Internacional el 1976.
Es troba al nord dels cràters Abu Nuwas i Moliere, i a l'est del cràter Ts'ai Wen-chi. A l'interior de Rodin hi ha dos petits cràters secundaris, un a l'est del centre i l'altre al nord. La vora és circular excepte on es trenca en dos llocs, cap al nord i al sud.